# J型小惑星
J型小惑星(J-type asteroid)は、ダイオジェナイトと似たスペクトルを持つ小惑星の分類であり、そのため、ベスタの地殻の深い層に由来すると考えられている。
これらのスペクトルは、V型小惑星のものと似ているが、1μmに特徴的な強い吸収帯を持つ。この分類の小惑星の例は、(2442) Corbett、(3869) Norton、(4005) 1979 TC2、(4215) 1987 VE1等である。